# La Bastide-Solages
 La Bastide-Solages  (en occitano La Bastida Solatges) es una población y comuna francesa, situada en la región de Mediodía-Pirineos, departamento de Aveyron, en el distrito de Millau y cantón de Saint-Sernin-sur-Rance.

## Demografía
| 247 | 212 | 177 | 130 | 111 | 97 |
| Para los censos de 1962 a 1999 la población legal corresponde a la población sin duplicidades (Fuente: INSEE [Consultar]) |     |     |     |     |    |